# Anfiteatro di Caesarodunum

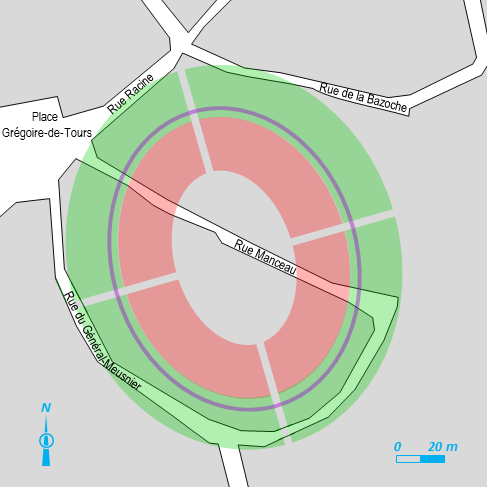
L'area occupata dall'anfiteatro nella città moderna

L'anfiteatro di Tours è un anfiteatro romano della odierna città di Tours (dipartimento di Indre e Loira, in Francia, antica Caesarodunum o Civitas Turonorum, dalla popolazione dei Turoni), costruito nella seconda metà I secolo d.C. e ingrandito nella seconda metà del II secolo.

## Posizione
I resti dell'anfiteatro si trovano oggi nel centro storico della città moderna, dietro la cattedrale di San Gaziano, a sud-est di questa.
In antico l'edificio era stato costruito sulla sommità di una piccola collina ai margini dell'abitato: la posizione naturalmente sopraelevata (quota di 51 m sul livello del mare, a differenza dei 41 m sul livello del mare della piana alluvionale sulla quale sorgeva la città antica) lo metteva al riparo dalle inondazioni, facilitava la circolazione circostante anche per chi proveniva da fuori e lo rendeva visibile da lontano, come simbolo della potenza e ricchezza della città.
L'edificio era stato costruito come parzialmente interrato nella collinetta, di cui i primi costruttori approfittarono per risparmiare sulle murature. Era allineato sulla pianta stradale della città, e dunque con il percorso della Loira: il suo asse minore era sul prolungamento del decumano massimo, mentre l'asse maggiore era parallelo ai cardini.

## Storia
L'edificio fu costruito nella seconda metà del I secolo d.C., mezzo secolo dopo la fondazione della colonia romana di Cesarodunum, in un momento nel quale sembra siano stati edificati i più importanti monumenti cittadini. Venne ingrandito nella seconda metà del II secolo (ma in passato era stato anche ipotizzato che l'ingrandimento si fosse realizzato per l'occasione di un'inaugurazione da parte di Adriano, che passò nella regione nel 122).
Le sue dimensioni stimate (112 m x 94 m nella prima fase e 156 x 134 m nella seconda fase) sono fuori scala rispetto alla piccola città (circa 6 000 abitanti) alla quale apparteneva e si suppone dunque che dovesse accogliere spettatori anche dai dintorni.
Nella seconda metà III secolo fu trasformato in fortezza in seguito a un degradarsi delle condizioni di sicurezza, senza che sia possibile risalire ad un episodio preciso che avesse determinato questa necessità.
L'abitato della città si era ristretto alla fascia più densamente urbanizzata lungo la Loira. Cesarodunum, divenuta Civitas Turonorum, ebbe nel 360 il ruolo di capoluogo della provincia della Lugdunense III e si dotò di una cinta di mura. Il suo tracciato e l'intero nuovo impianto cittadino ebbero come punto di partenza la preesistente fortezza dell'anfiteatro, inserita al centro del lato sud: dal suo ingresso nord (l'antico vomitorium nord) una via attraversa tutta la città e conduceva ad una porta e al nuovo ponte sulla Loira.
La struttura fu abbandonata e cadde in rovina durante il Medioevo. Nel IX secolo una parte della facciata esterna, che doveva essere da lungo tempo crollata, venne riparata con il reimpiego di grandi blocchi appartenenti ad un edificio pubblico dell'alto impero. Probabilmente, inoltre, delle torri furono addossate alla facciata sul lato sud, quello esterno alla cinta muraria. L'intervento fu probabilmente dovuto a Carlo il Calvo, che nell'869 richiese la riparazione delle mura di diverse città, tra le quali Tours, contro le spedizioni dei Normanni.
L'ultima menzione certa dell'anfiteatro si ebbe in un documento di Carlo il Semplice datato al 919 (Arenas); il toponimo Les Arennes, che però non si riferisce con certezza al monumento, è citato in un obituario del 1301.

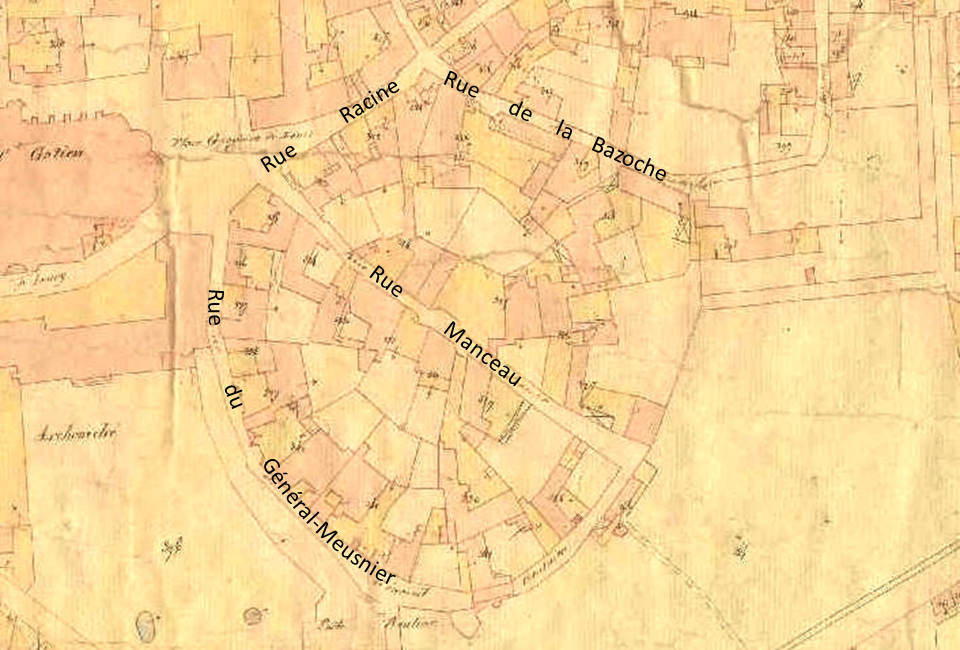
La parcellizzazione delle case nel sito dell'anfiteatro sul catasto napoleonico

La fortezza e l'anfiteatro dovettero cadere lentamente in rovina. A partire dalla metà del XIII secolo, dopo la costruzione della cattedrale di San Graziano, le strutture murarie furono riutilizzate come fondazioni e cantine per le abitazioni riservate ai canonici: il quartiere, in una zona che in precedenza non era ancora molto urbanizzata, fu lottizzato e gli ambienti sotterranei conservati furono suddivisi da muri per essere adoperati come cantine. Tutta la superficie del monumento venne dunque occupata da nuovi edifici e se ne perse il ricordo.
Alcune delle case che furono costruite sulle rovine sono classificate ufficialmente come monumenti storici, ma l'anfiteatro in sé non è oggetto di alcun provvedimento di protezione. Il quartiere della cattedrale, nel quale si trovano i resti, appartiene tuttavia al settore protetto (Site patrimoniale remarquable) della città.

### Storia degli studi
Nel XVIII secolo Pierre Beaumesnil nella sua raccolta delle Antiquités et monuments de la Touraine, pubblicata nel 1784 si meravigliava dell'assenza a Tours di un anfiteatro e di documenti che ne facessero menzione, ma riteneva possibile la sua esistenza. Nel 1828 Jean-Louis Chalmel nella sua Historia de Touraine, menzionava un anfiteatro senza precisarne la collocazione. Nel 1829 Noël Champoiseau ricostruiva la cinta muraria tardo antica con il lato sud completamente diritto.

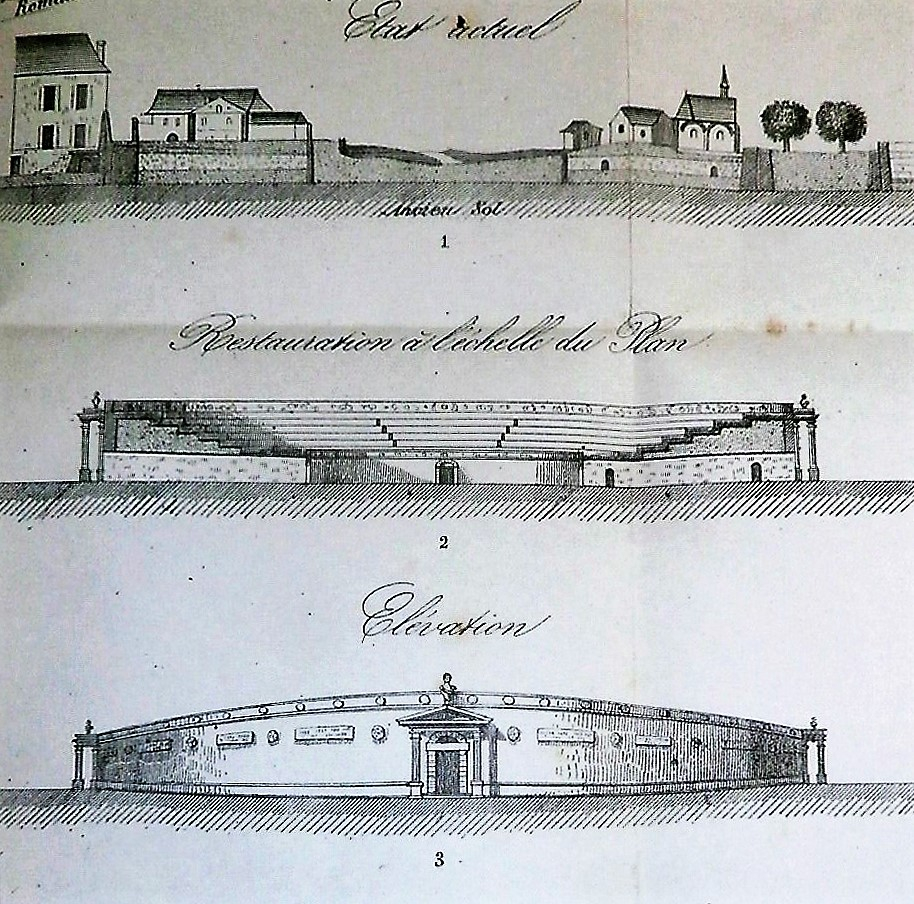
Ricostruzione dell'anfiteatro secondo il generale de Courtigis

La Societé archéologique de Touraine, fondata nel 1840, creò nel 1853 una commissione presieduta dall'abate Jean-Jacques Bourassé per inventariare le antichità della città di Tours. I canonici che appartenevano alla commissione facilitarono l'accesso alle loro cantine, nelle quali si pensava si trovassero i resti di un grande impianto termale romano. Il generale de Courtigis nel suo rapporto sulle indagini concluse che invece si trattava dei resti di un grande anfiteatro.
Nel 1938 il barone Henry Auvray, membro della Societé archéologique de Touraine, riprese i lavori del generale de Courtigis e pubblicò nel 1939 una sintesi sui risultati ottenuti (La Touraine gallo-romaine).
Nel 1962, l'abate Jean-Paul Sazerat, con il gruppo degli scouts de France che dirigeva, riprese gli studi sull'anfiteatro, proseguiti quindi dal club archeologico del liceo "Paul-Louis Courier" diretto da Jacques Dubois, che incarico un geometra di redigere i rilievi delle strutture e tracciarne la pianta. I risultati di queste attività furono pubblicati da Sazerat e Dubois tra il 1974 e il 1977 nelle riviste della Societé archéologique de Touraine.
Nel 1978 uno scavo programmato per un progetto edilizio poi abbandonato offrì l'occasione di indagare la cinta muraria in corrispondenza del settore sud-est dell'anfiteatro, permettendo di riconoscere la fase della trasformazione in fortezza e le riparazioni medievali. Nel 1983 l'archeologo Jason Wood pubblicò lo studio dell'intera cinta muraria tardo antica, confermando il ruolo centrale dell'anfiteatro nella sistemazione
Nel 2000 e nel 2001 la scoperta fortuita di resti precedentemente sconosciuti nelle cantine delle case e il ritrovamento degli appunti del generale de Courtigis negli archivi della Societé archéologique de Touraine, furono l'occasione per un riesame complessivo dei dati, compresa una nuova campagna di rilievi con sistematica geolocalizzazione e scansione tridimensionale. Il lavoro, ancora in corso, sfocerà nella redazione di due piante a scala 1:1000 e 1:20 dell'intero anfiteatro. La storia post-antica del monumento è stata già oggetto di una pubblicazione nell'ambito del volume Tours antique et médiéval. Nel 2008 Bastien Lefebvre in una tesi di dottorato con successiva pubblicazione ha studiato l'evoluzione del quartiere dei canonici, la cui topografia dipende dalla presenza delle antiche rovine.

## Descrizione

### Resti visibili

I resti dell'anfiteatro di Tours: in marrone le parti visibili e rilevate, in rosso le strutture da confermare e in arancione i completamenti

I resti conservati dell'anfiteatro di Tours sono sepolti sotto le case del quartiere dei canonici della cattedrale: i vomitoria trasformati in cantine, a volte su due piani sovrapposti, non sono accessibili ai visitatori.
L'andamento delle vie cittadine è la sola traccia percepibile in superficie: una di queste percorre il contorno della cavea, mentre un'altra attraversa l'arena quasi nel centro; infine altre due strade seguono, ma in modo meno suggestivo, il suo contorno interno da nord-ovest a nord-est.
La parcellizzazione radiale del quartiere è percepibile nelle foto satellitari o sulle piante catastali

### Ricostruzione della prima fase

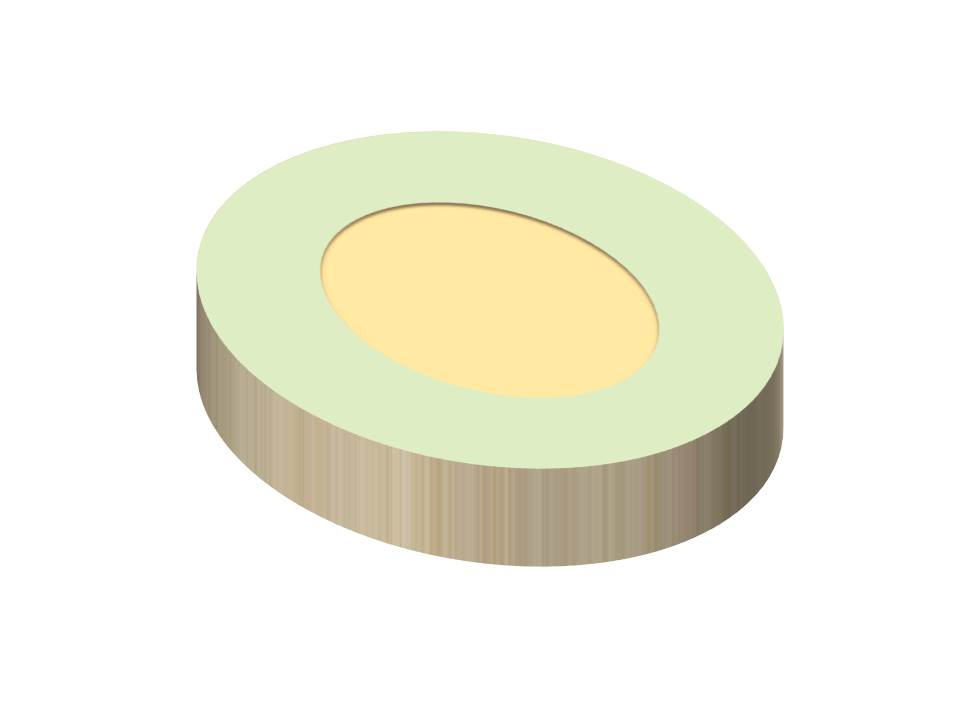
Ricostruzione schematica dell'anfiteatro nella prima fase

Nella sua prima fase (seconda metà del I secolo d.C.), l'edificio, a pianta pseudo-ellittica, ebbe dimensioni stimate di 112 m x 94 m (superficie di 8270 m²), con un'arena di 68 x 50 m (superficie di 2670 m²), e poteva accogliere circa 14.000 spettatori nei circa 5600 m² della cavea.
Si trattava di un tipo "primitivo" di anfiteatro: la cavea era sostenuta non da muri radiali, ma da un riporto di terra in pendenza dal perimetro esterno verso il centro; la terra utilizzata era stata probabilmente ricavata dallo scavo dell'arena nella parte centrale. Non sono stati rinvenuti, né sul posto, né in reimpiego in altri edifici della città dei gradini in pietra: gli spettatori dovevano prendere posto direttamente sul pendio o su strutture in legno.

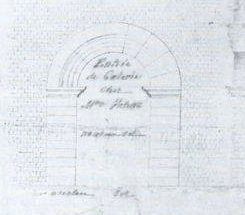
Disegno ricostruttivo degli ingressi ai vomitoria secondo il generale de Courtigis

Le murature in questa fase dovevano essere ridotte allo stretto indispensabile: il muro esterno e il muro dell'arena, le scalinate di accesso e forse alcuni muri di sostegno radiali per contenere meglio il terreno. Anche gli otto vomitoria dovevano essere ugualmente stati scavati nel terreno.
Quattro dei vomitoria permettevano di accedere al livello dell'arena e di risalire fino ad un livello imprecisato della cavea: i due sull'asse nord sud avevano un'altezza tra 7,5 e 8 m e una larghezza di 4,90 m, mentre i due sull'asse est-ovest sono meno imponenti (altezza di 6,80 e larghezza di 2,50 m. Altri quattro vomiterai secondari, ancora meno larghi, servivano la parte mediana della cavea, a cui si accedeva tramite scale.
L'ingresso dei vomitoria era sormontato da un grande arco in blocchi di pietra, decorato con un archivolto liscio, poggiante su pilastri con coronamenti modanati. Il paramento della muratura delle pareti e delle volte della parte interna era invece costituita in filari di blocchetti in calcare (opera listata), mentre il nucleo interno del muro era costituito da pietrame affogato nel cementizio.
Gli accessi dovevano essere completati per mezzo di doppie scale esterne, come si vedono nell'anfiteatro di Pompei, tramite le quali si raggiungeva la sommità della cavea.
Blocchi in pietra di con parte superiore curvilinea, reimpiegati in gran numero nelle mura tardo-antiche, appartenevano probabilmente al coronamento del muro esterno.

### Ricostruzione della seconda fase

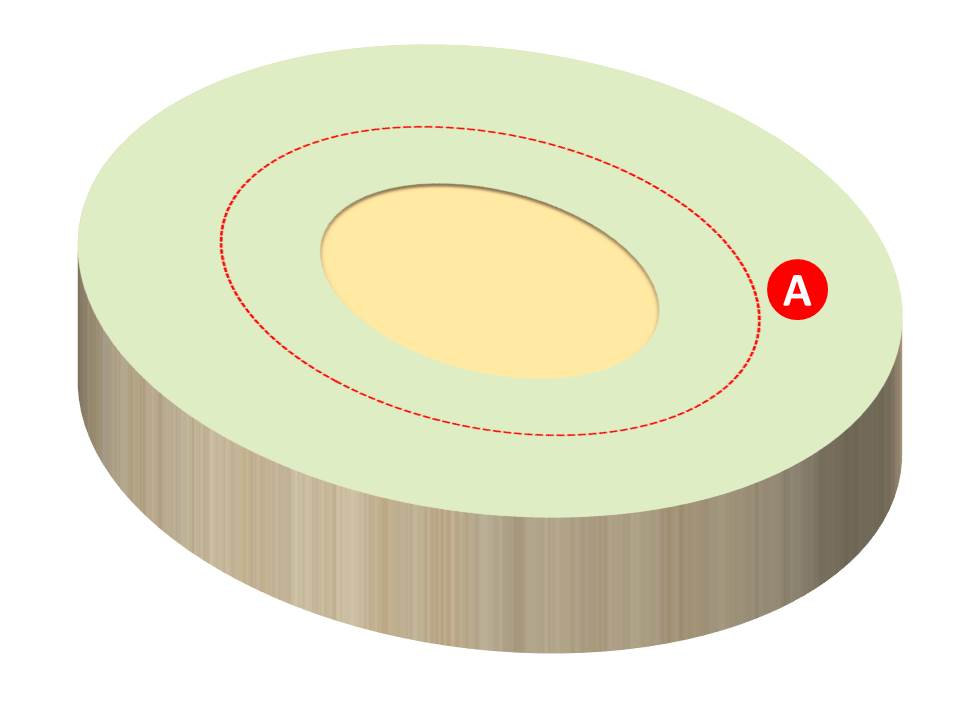
Ricostruzione schematica dell'anfiteatro nella seconda fase

L'ingrandimento dell'anfiteatro nella seconda metà del II secolo fu realizzato con i medesimi principi costruttivi: un secondo muro esterno, spesso solamente 1,40 m, che sosteneva un riempimento di terra. Le dimensioni dell'anfiteatro raggiunsero così ad almeno 134 x 156 m. Non sembra che l'arena fosse modificata in questa fase e l'allargamento riguardò dunque solo la cavea, che giunse a poter ospitare 34.000 spettatori.
L'altezza del muro esterno è discussa: alla fine degli anni 1970 era stata valutata di circa 25 o 28 m, mentre più recentemente è stata indicata come superiore ai 18 m o di 15 m.

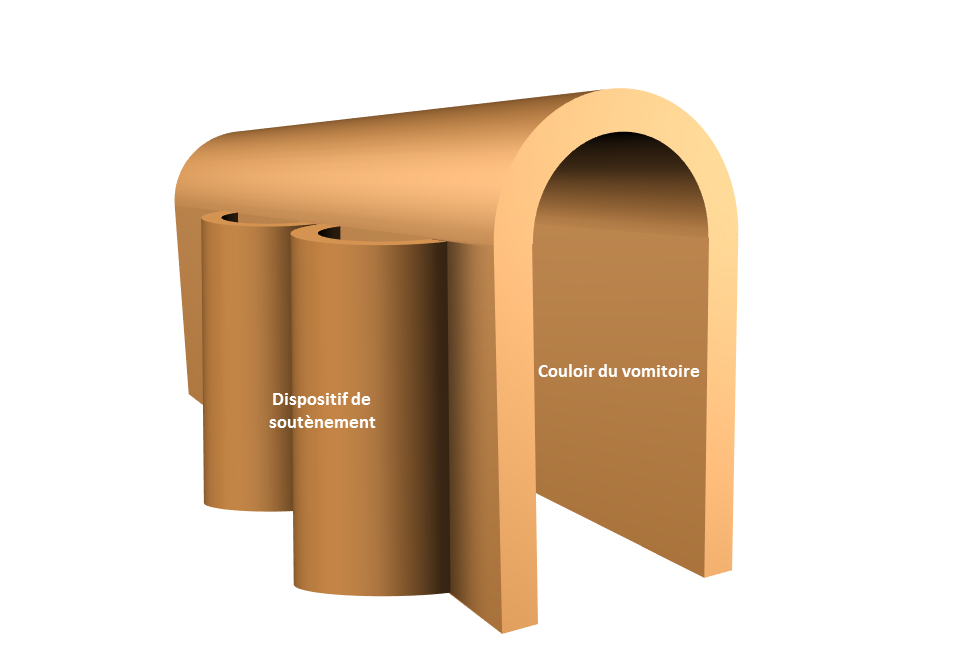
Ricostruzione delle camere semicircolari di sostegno ai corridoi dei vomitoria nella seconda fase

I vomitoria principali furono prolungati verso l'esterno, allargandoli: quello nord, che è il meglio conservato, passa da 3,30 m a 5,20 m di larghezza. Gli ingressi furono fiancheggiati da camere di sostegno circolari di più di 5 m di diametro, che servivano a compensare parzialmente la debolezza potenziale della struttura in seguito all'aumento del terreno di riporto. I paramenti murari sono spesso, ma non sempre, in opera incerta, spesso con ricorsi in mattoni (opera mista).
Le originali scale esterne furono sepolte dal nuovo riempimento: furono forse coperte a volta per continuare a utilizzarle e collegate ai vomitoria principali. I vomitoria secondari della prima fase non furono anche loro prolungati verso l'esterno, ma furono forse collegati a quelli principali da una galleria anulare che poteva essere stata sistemata lungo il perimetro dell'edificio più antico. Scarsi e poco sicuri indizi rendono possibile ipotizzare che anche in questa fase fossero state costruite delle scalinate esterne, che avrebbero servito anche da contrafforti per il muro esterno. La facciata esterna sembra mancasse di qualsiasi elemento decorativo e nella cavea mancano ancora gradini in pietra: come nella prima fase gli spettatori dovevano sedersi direttamente sul pendio o su strutture in legno, almeno per le parti più vicine all'arena.
La sistemazione dell'arena e gli eventuali alloggiamenti per dei macchinari, sono sconosciuti. L'arena era separata dalla cavea per mezzo di un muro alto 2,80 m, bordato all'interno da un marciapiede pavimentato in lastre di pietra.
All'esterno dell'edificio, in una piccola area che è stato possibile scavare, è stata rinvenuta una zona con tracce di fori di palo e di focolari e con resti di schegge in pietra, frammenti di mattoni e polvere di calce, che fu forse un luogo di lavoro per gli operai che realizzarono l'ingrandimento. Successivamente (alla fine del II secolo) quest'area venne pavimentata con pietre: potrebbe trattarsi di una sistemazione di tutto lo spazio circostante l'anfiteatro per facilitare la circolazione degli spettatori.

### Ricostruzione della fortezza

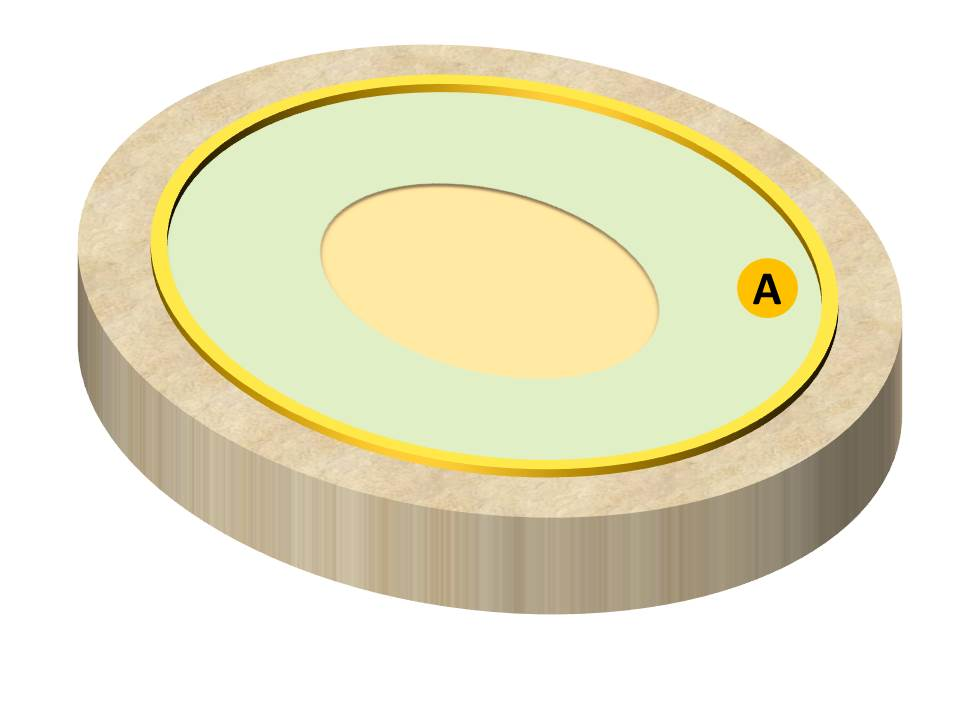
Ricostruzione schematica dell'anfiteatro nella sua trasformazione in fortezza

Alcuni muri ritrovati nelle cantine delle case e inizialmente interpretati come un corridoio voltato anulare concentrico all'arena, destinato a favorire la circolazione degli spettatori, appartiene invece ad una struttura inserita nell'edificio molto tempo dopo.
Nella seconda metà del III secolo tutta la parte superiore della cavea fu livellata ad un'altezza di circa 8 m sopra il piano dell'arena e fu costruito un nuovo muro anulare, spesso 3,5 m, che obliterò le strutture della seconda fase dell'edificio. Il muro, inserito nel riempimento dell'ingrandimento della seconda fase, sembra essere continuo su tutto il perimetro dell'edificio. La sua altezza doveva superare il livello a cui la cavea era stata abbassata. Questo muro dovette avere carattere difensivo: ostruisce infatti sia i vomitoria secondari, sia le scalinate interne, mentre gli unici accessi funzionanti rimangono solo i quattro vomitoria principali, facilmente controllabili in caso di assalto.
Ai piedi dell'anfiteatro è inoltre scavato un fossato difensivo con controscarpa, visto sul lato sud-est, ma presumibilmente esteso su tutto il perimetro. Il mantenimento di questo fossato sarà abbandonato al momento della costruzione del castrum.

### Integrazione nelcastrum

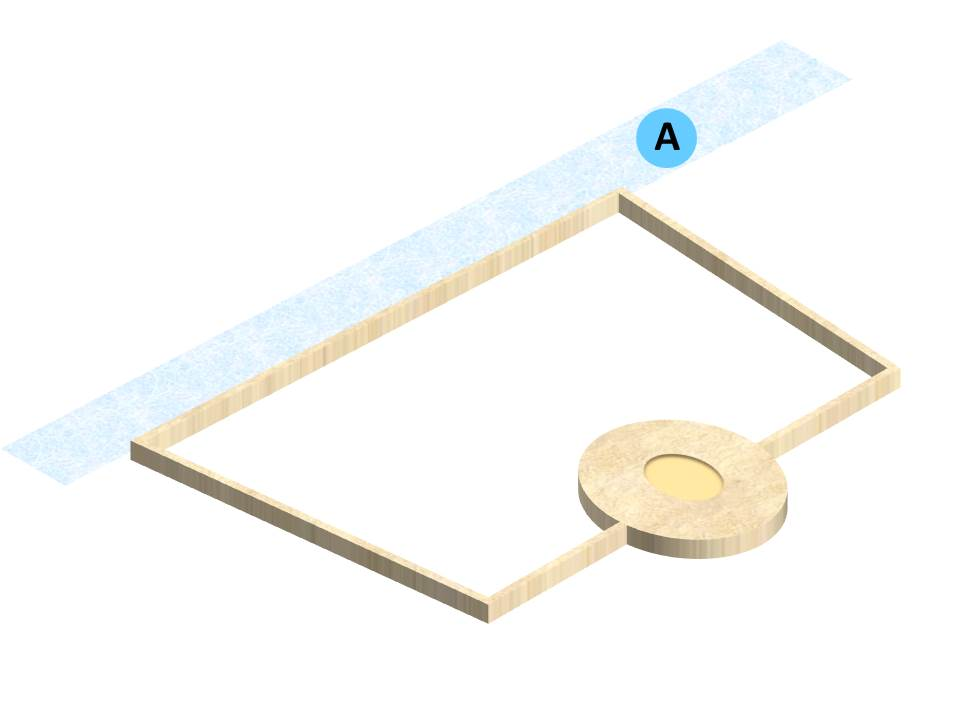
Ricostruzione schematica dell'inserimento dell'anfiteatro nella cinta muraria tardo-antica

Al momento della sua integrazione nella cinta muraria (castrum) del IV secolo, la fortezza non sembra aver subito modifiche. I quattro accessi corrispondenti ai quattro antichi vomitoria principali restano in funzione: quelli est, sud e ovest si aprono all'esterno delle mura, mentre da quello nord parte la via principale che attraversa la città fino al nuovo ponte sulla Loira. È possibile che l'arena e la cavea fossero state in quest'epoca parzialmente riempite, ma non furono costruite delle torri esterne, né furono rafforzati i muri esterni, sebbene alcuni blocchi alla base testimonino delle riparazioni.

## Galleria d'immagini

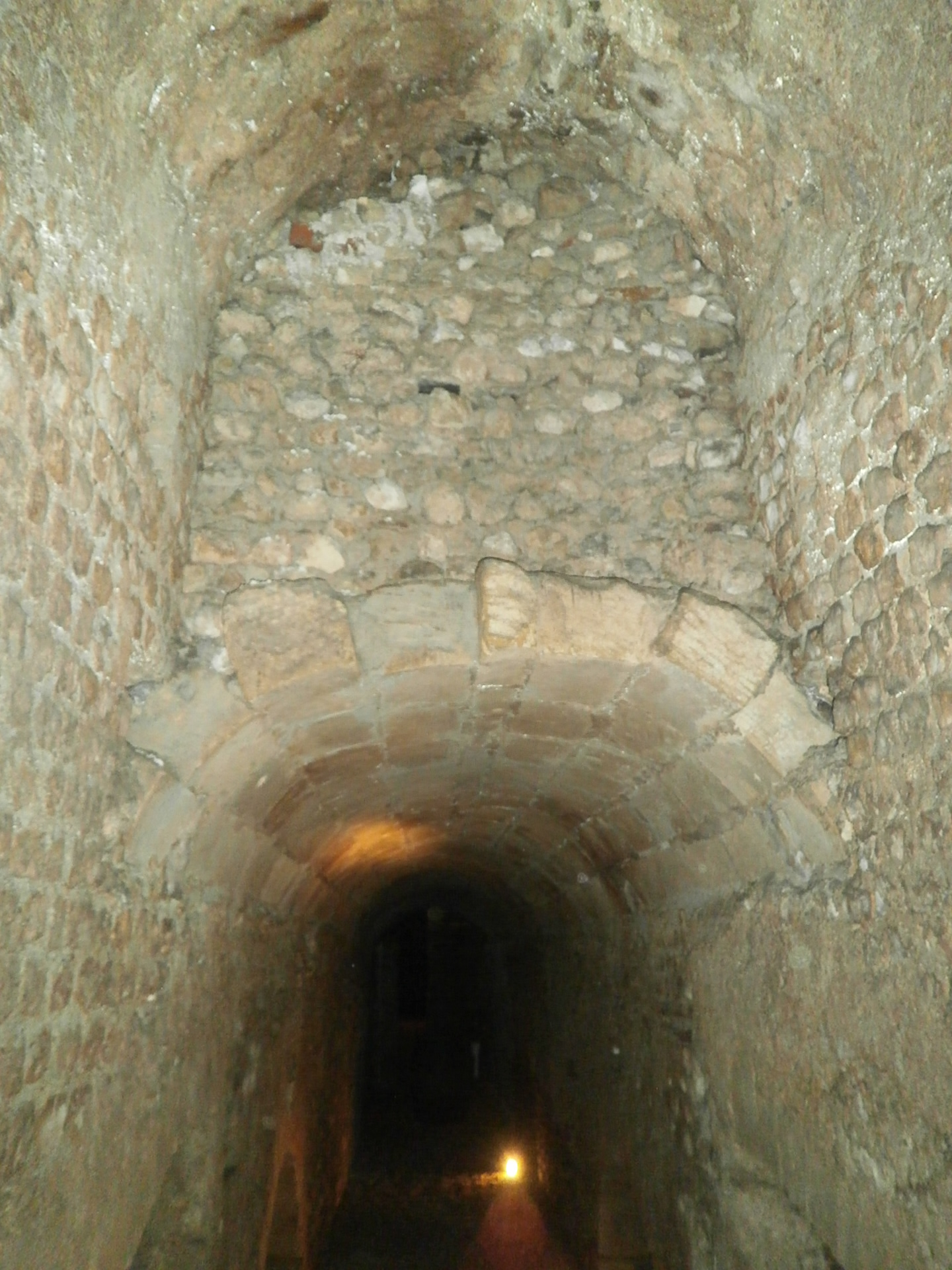
Vomitorium
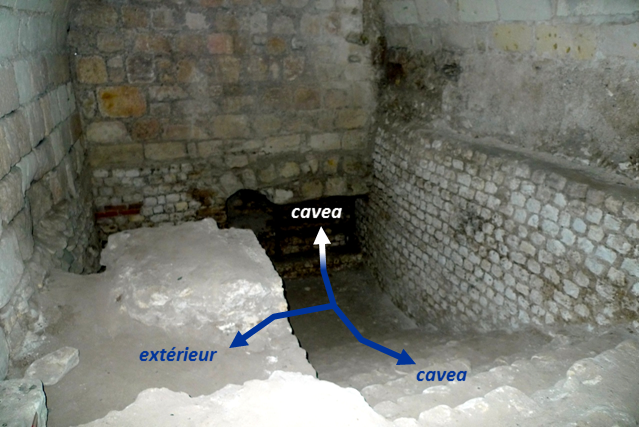
Vomitorium con scala secondaria
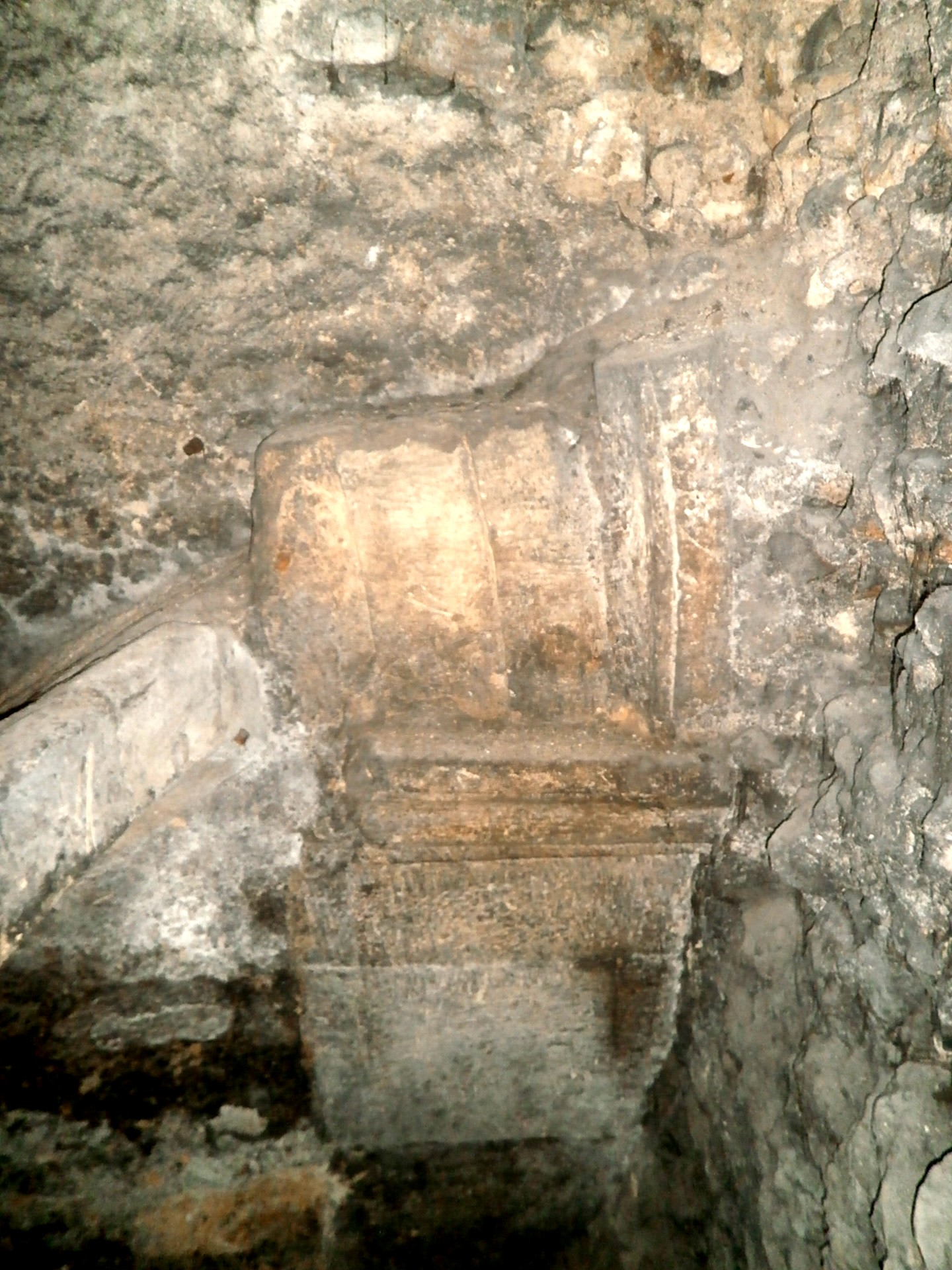
Arcata all'ingresso di un vomitorium: archivolto e coronamento modanato del piedritto
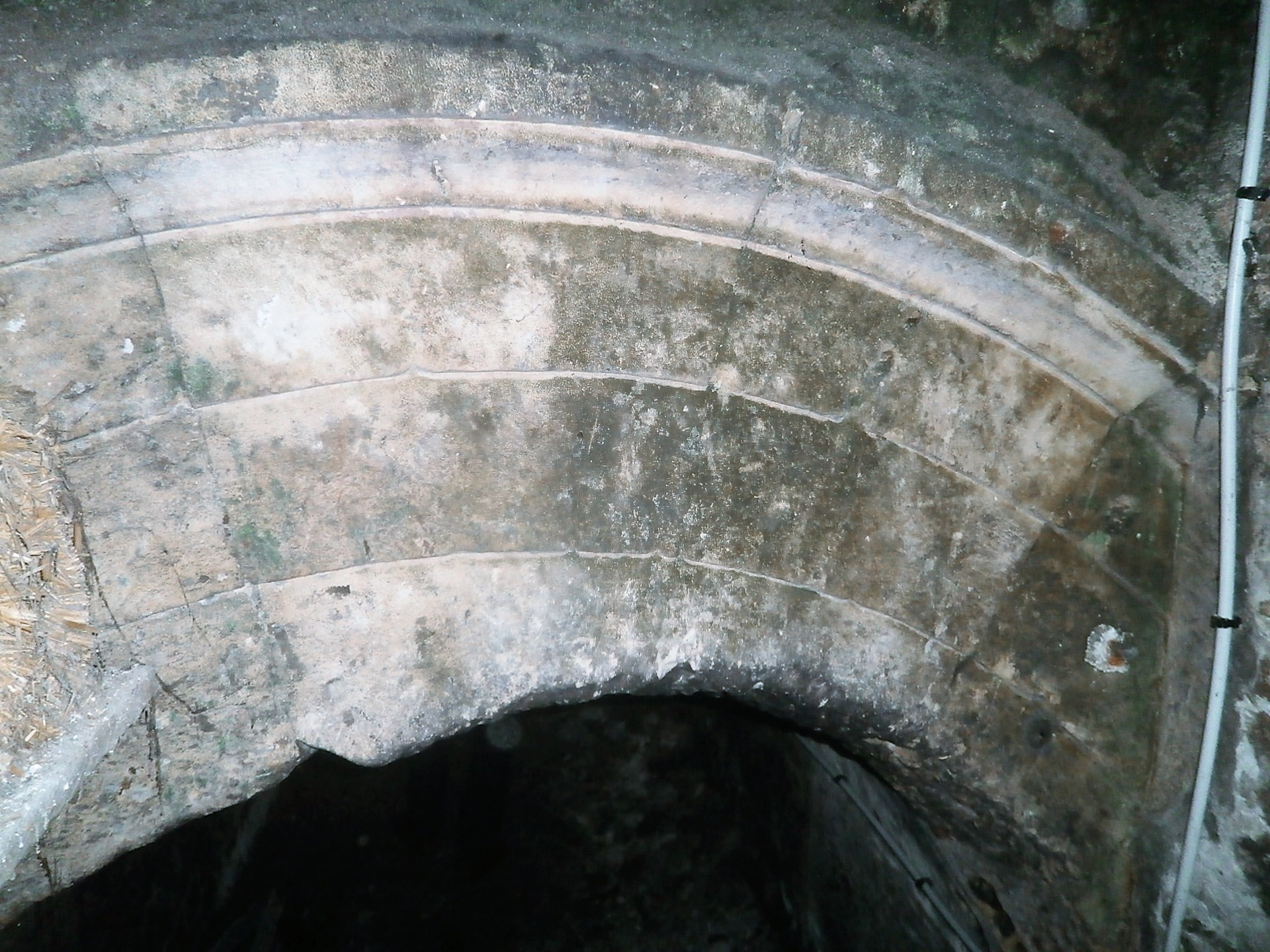
Archivolto dell'arcata di ingresso di un vomitorium secondario
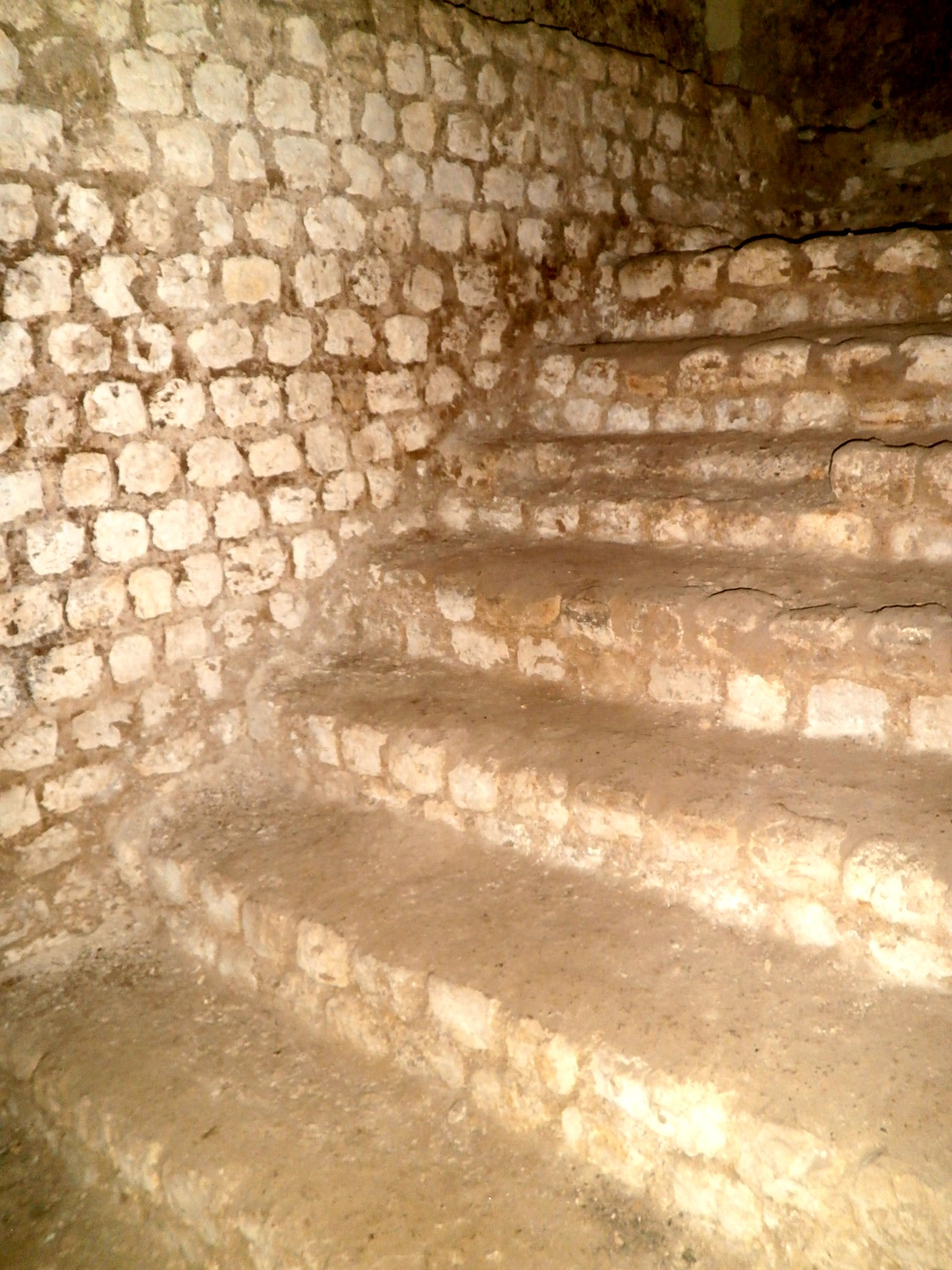
Scala secondaria in opera listata
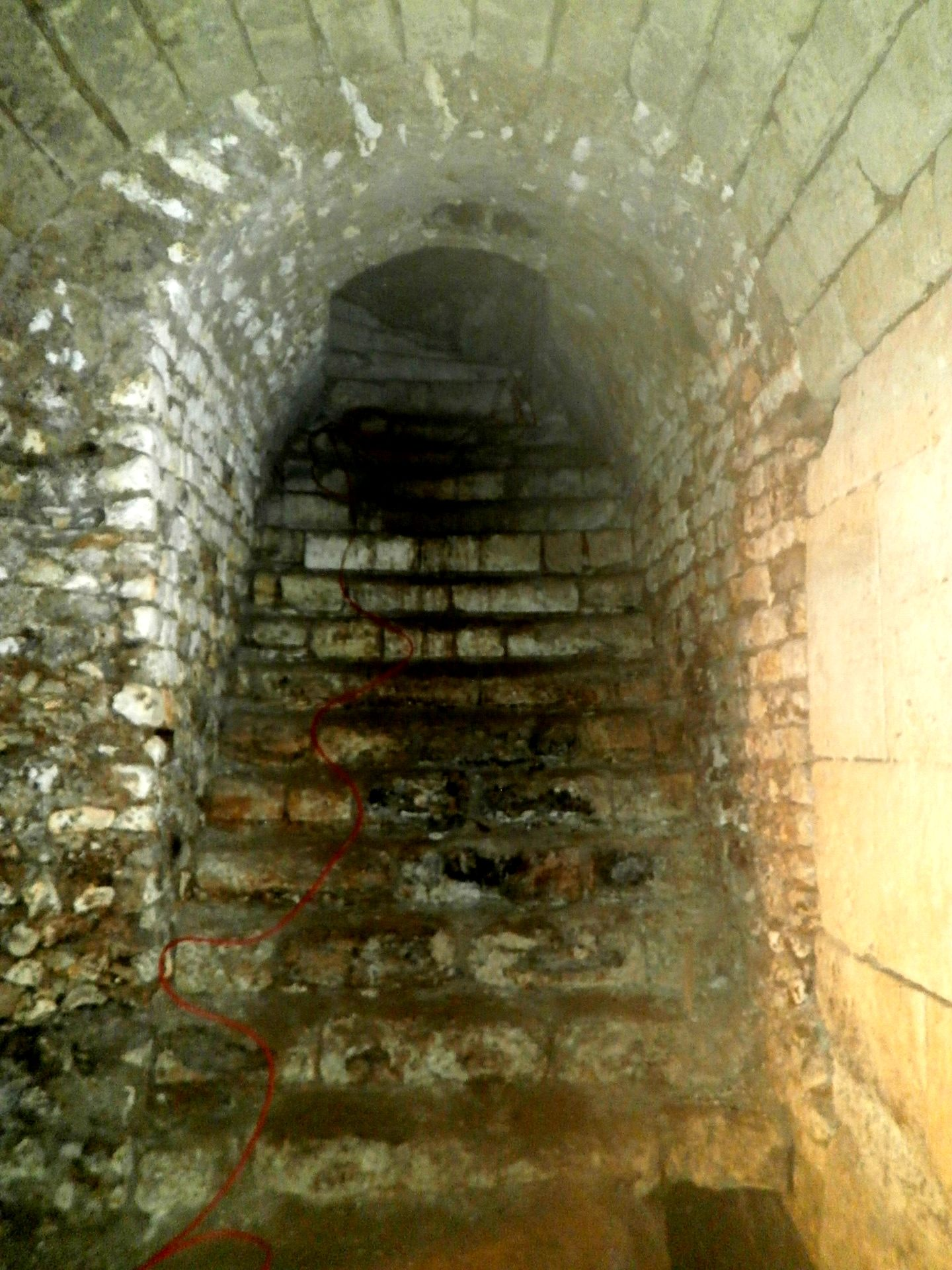
Vomitorium secondario della prima fase con scala medievale
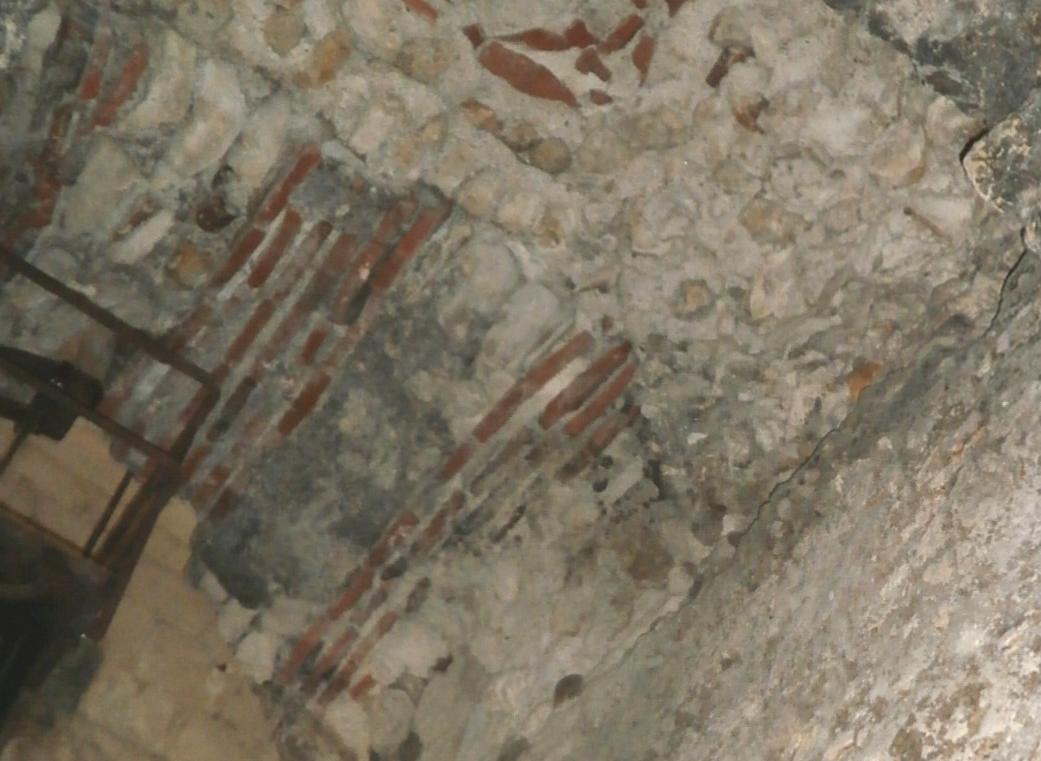
Volta di uno dei vomitoria al passaggio dalla prima alla seconda fase
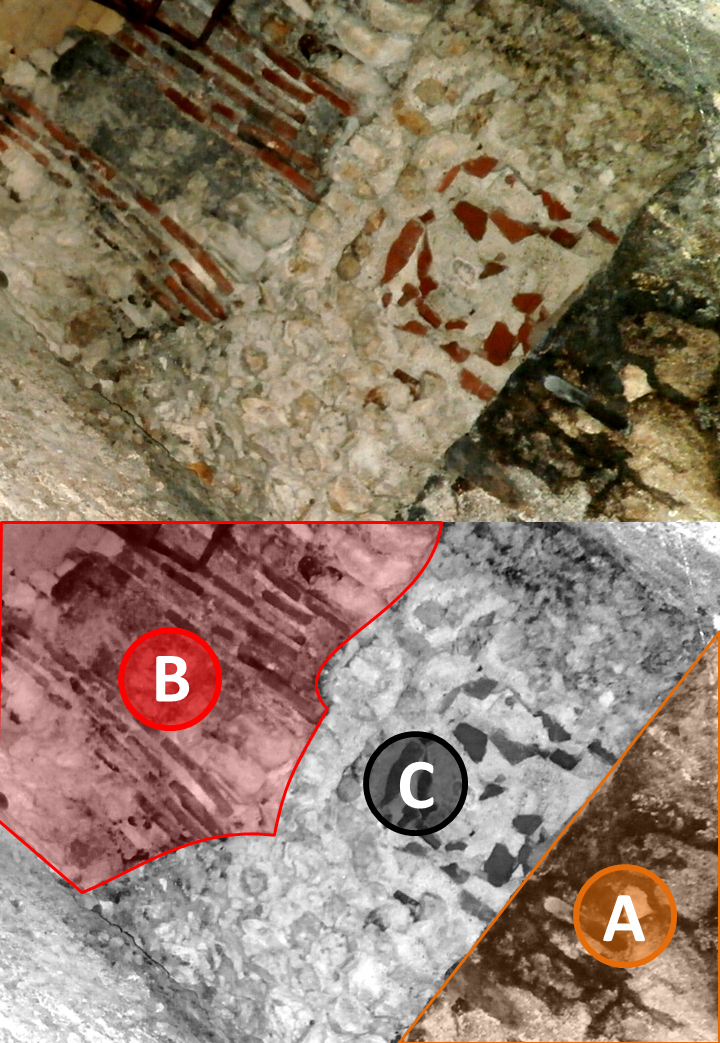
Fasi diversa nella muratura della volta di uno dei vomitoria. A = muratura della prima fase, B = muratura della seconda fase, C = muratura medievale
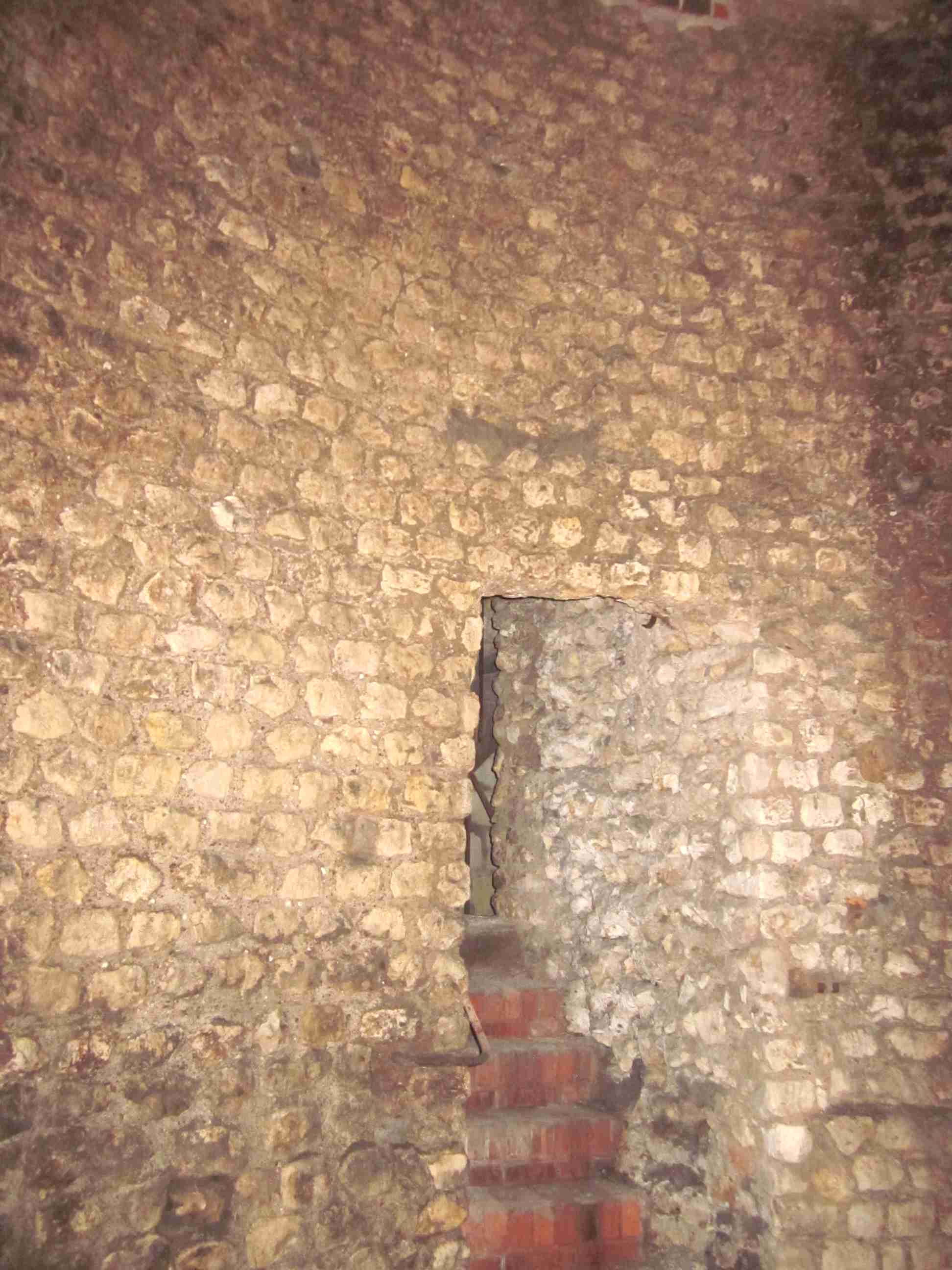
Dettaglio della muratura di una delle camere di sostegno della seconda fase
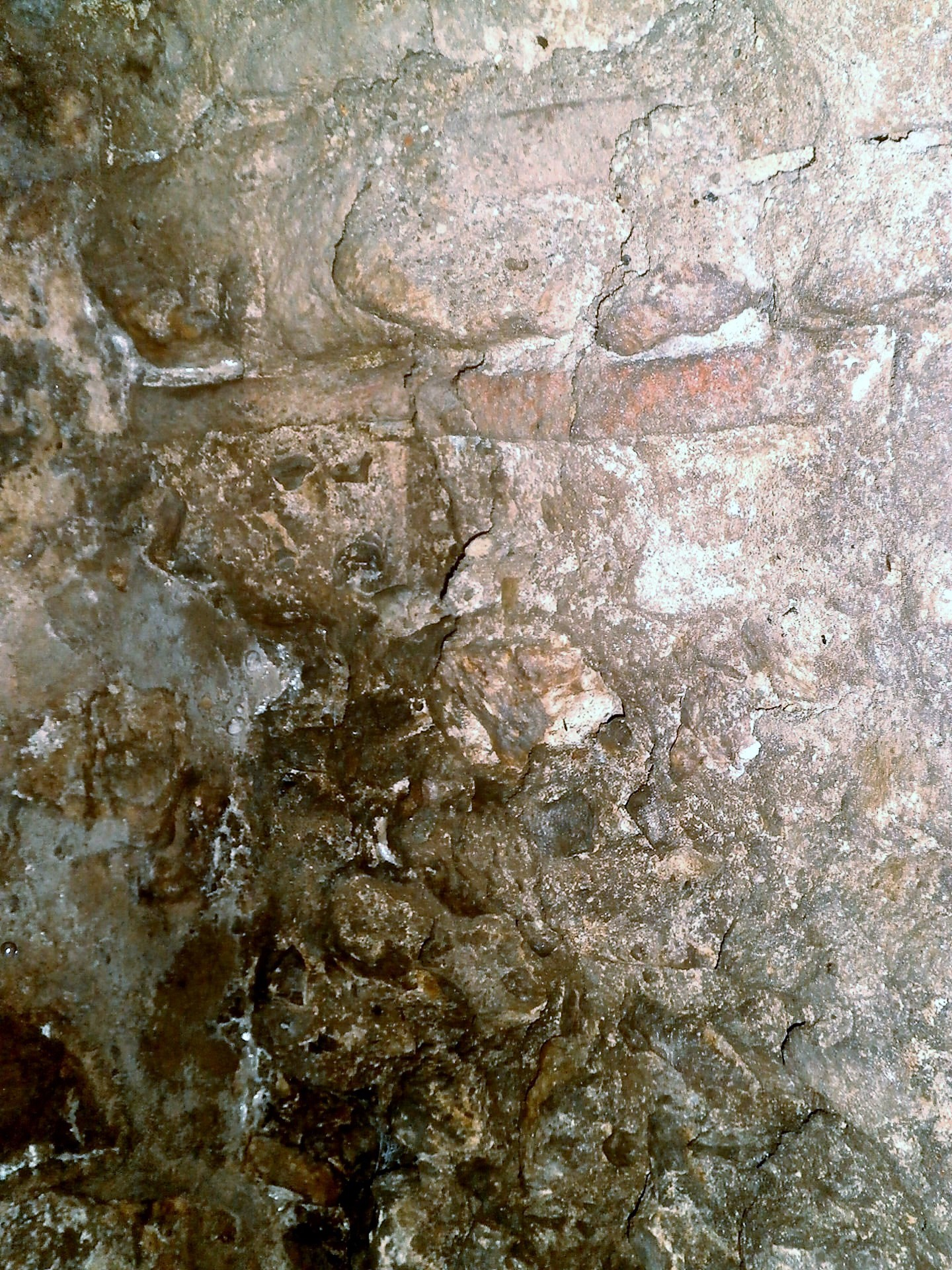
Chiusura di un passaggio dal vomitorium ovest al momento della trasformazione in fortezza
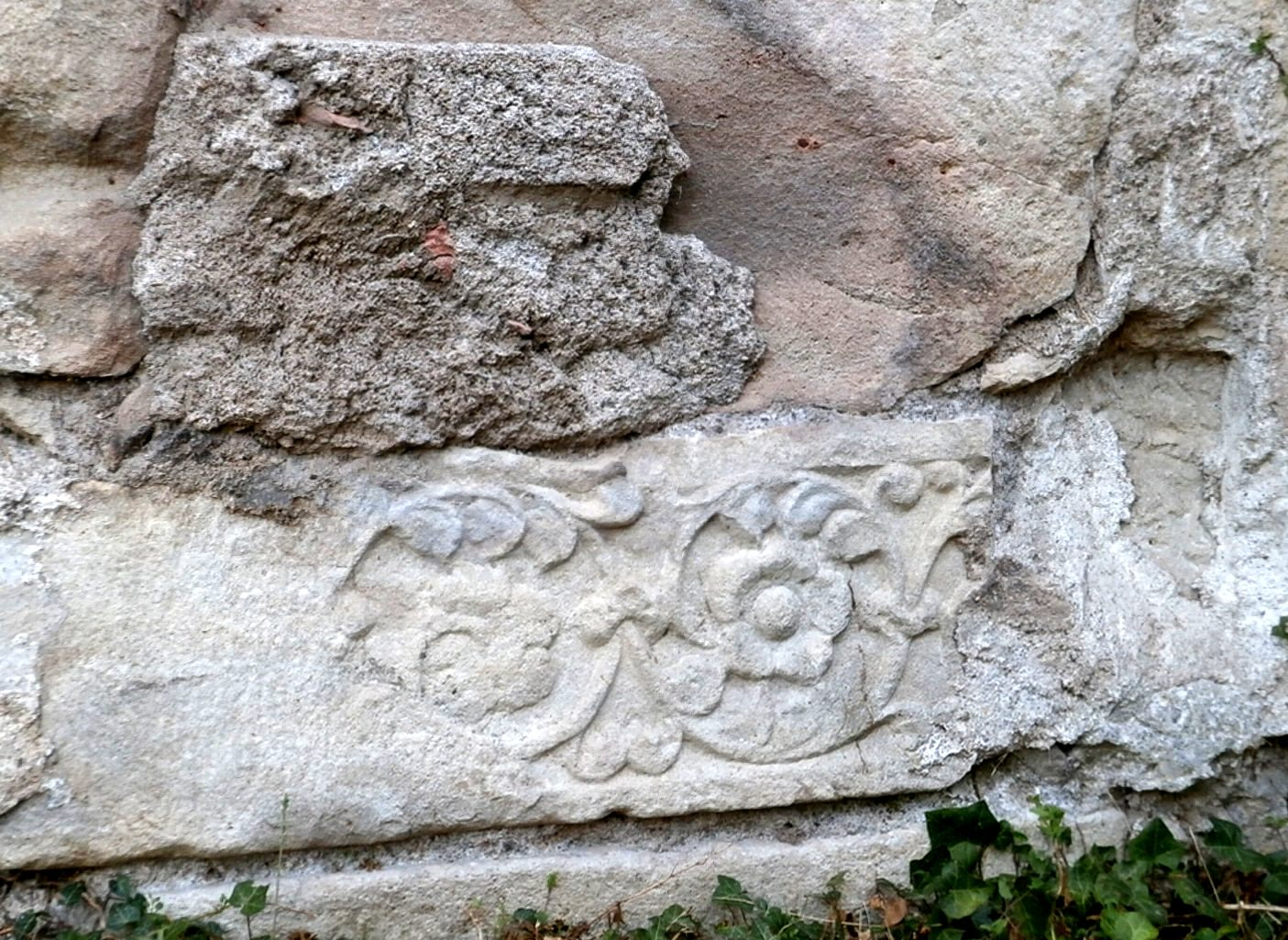
Blocco di fregio da un edificio alto-imperiale, reimpiegato nel restauro della cinta muraria in corrispondenza dell'anfiteatro
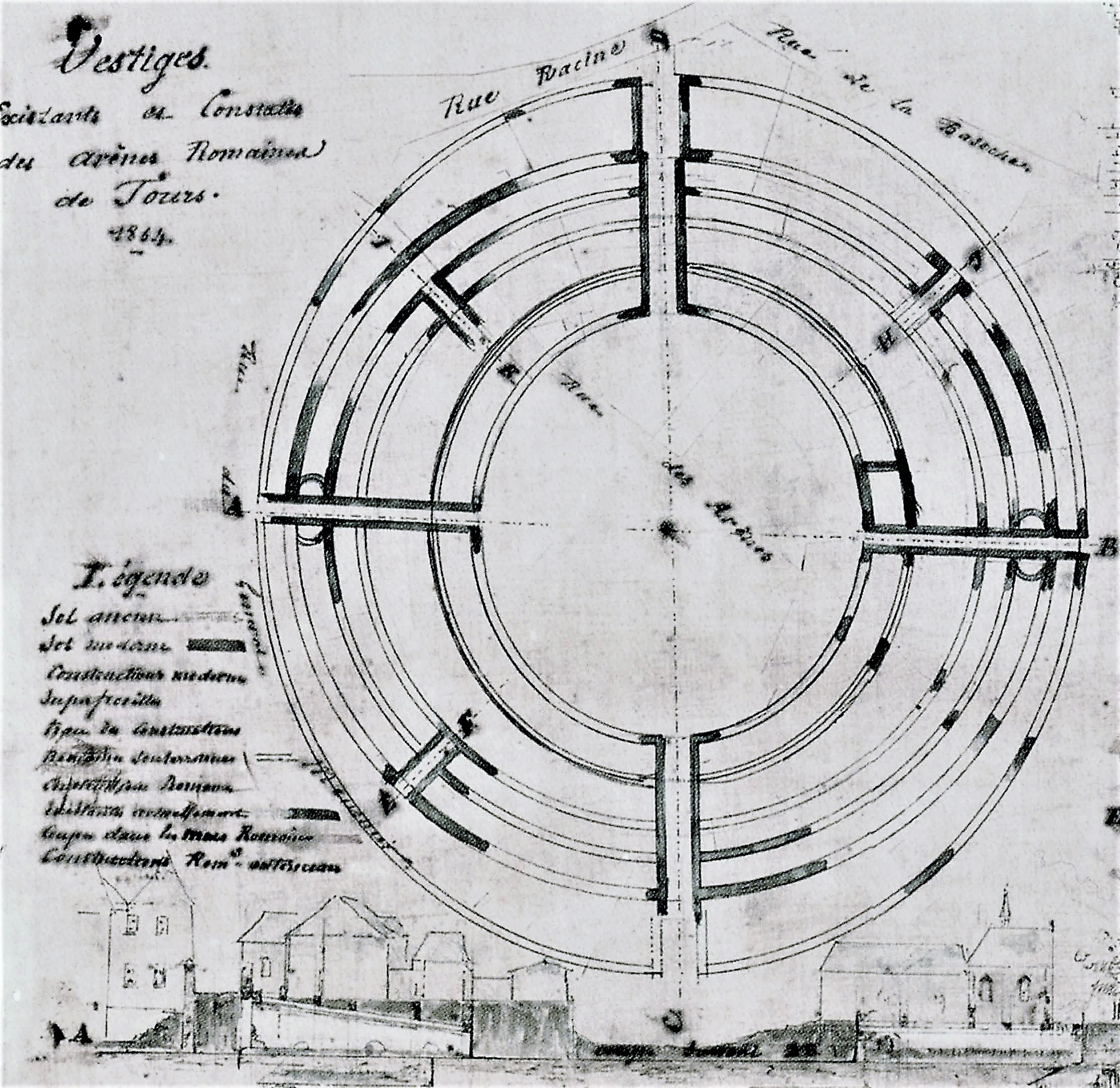
Pianta ricostruttiva del generale de Courtigis